# 232923 Adalovelace
232923 Adalovelace è un asteroide della fascia principale. Scoperto nel 2005, presenta un'orbita caratterizzata da un semiasse maggiore pari a 2,7502688 UA e da un'eccentricità di 0,0590309, inclinata di 1,10047° rispetto all'eclittica.